# جورج بوفير
جورج بوفير (بالفرنسية: Georges Bouvier)‏ (و. 1904 – 1991 م) هو ممثل، ومقدم برامج إذاعية، من كندا، توفي عن عمر يناهز 87 عاماً.

## وصلات خارجية
- جورج بوفير على موقع IMDb (الإنجليزية)
- جورج بوفير على موقع قاعدة بيانات الأفلام السويدية (السويدية)
- جورج بوفير على موقع قاعدة بيانات الفيلم (الإنجليزية)
- جورج بوفير على موقع كينوبويسك (الروسية)